# 低体重
低体重（ていたいじゅう、英: underweight）とは正常な健康状態と比べて体重が少ない状態。BMIが18.5未満を意味し、この状態だと摂食障害、無月経、骨粗鬆症と相互関係がある。人体が健康であるための最低限のBMIは22であり、それ未満の若い女性のやせすぎが問題になっている。

## 概要
低体重自体がまた他の病状を引き起こす可能性があり、その場合、低体重が主要な要因となる低体重の人は、体力が弱く、免疫系が弱く、感染しやすい状態になっている可能性がある。
ジョンズホプキンス公衆衛生大学院（JHSPH）のロバートE.ブラック氏は、「低体重状態...および微量栄養素の欠乏も免疫および非免疫宿主防御の低下を引き起こすため、根本的な死の原因として分類する必要がある。」と述べている。
栄養不良の人々は、総カロリー摂取量が不十分であるだけでなく、他の重要な栄養素、特に必須アミノ酸やビタミンやミネラルといった微量栄養素などの摂取と吸収も不十分である可能性があるため、特別に懸念する必要がある。
特に若い女性では、摂食障害または過度の激しい運動の結果として重度の低体重になると、無月経や不妊、妊娠中の体重増加が低すぎる場合の合併症を引き起こす可能性がある。 栄養失調は貧血や脱毛を引き起こす可能性もある。
別の根本的な病状から起因する症状であるケースもあり、その場合の「低体重」は二次的症状であるといえる。原因不明の体重減少には、専門的な医療診断が必要な場合がある。

## シンデレラ体重
シンデレラ体重とは、若い女性に理想的な体重とされており、2016年頃から女子高校生を中心にSNSで盛んに発信されている。大手エステサロンが20年前に提唱したとされている。算出方法として、身長(m) × 身長(m) ×20×0.9であるとされている。これをボディマス指数（BMI）に換算すると18となり、日本肥満学会の基準では「やせ（低体重）」となる。大阪市立大学講師の早見直美は「生理が止まる可能性もある低体重のレベル」と警鐘を鳴らしている。その他、不妊症、糖尿病、骨量の低下といった危険性がある。